# Ogród Karin Grech
Ogród Karin Grech (malt. Ġnien Karin Grech, ang. Karin Grech Garden), oficjalnie Plac zabaw Karin Grech – publiczny ogród i plac zabaw w San Ġwann na Malcie. Nazwa ogrodu pochodzi od Karin Grech, ofiary bomby.

## Lokalizacja
Ogród Karin Grech znajduje się przy Vjal Ir-Rihan, naprzeciwko kościoła parafialnego Matki Bożej z Lourdes w San Ġwann.

## Historia

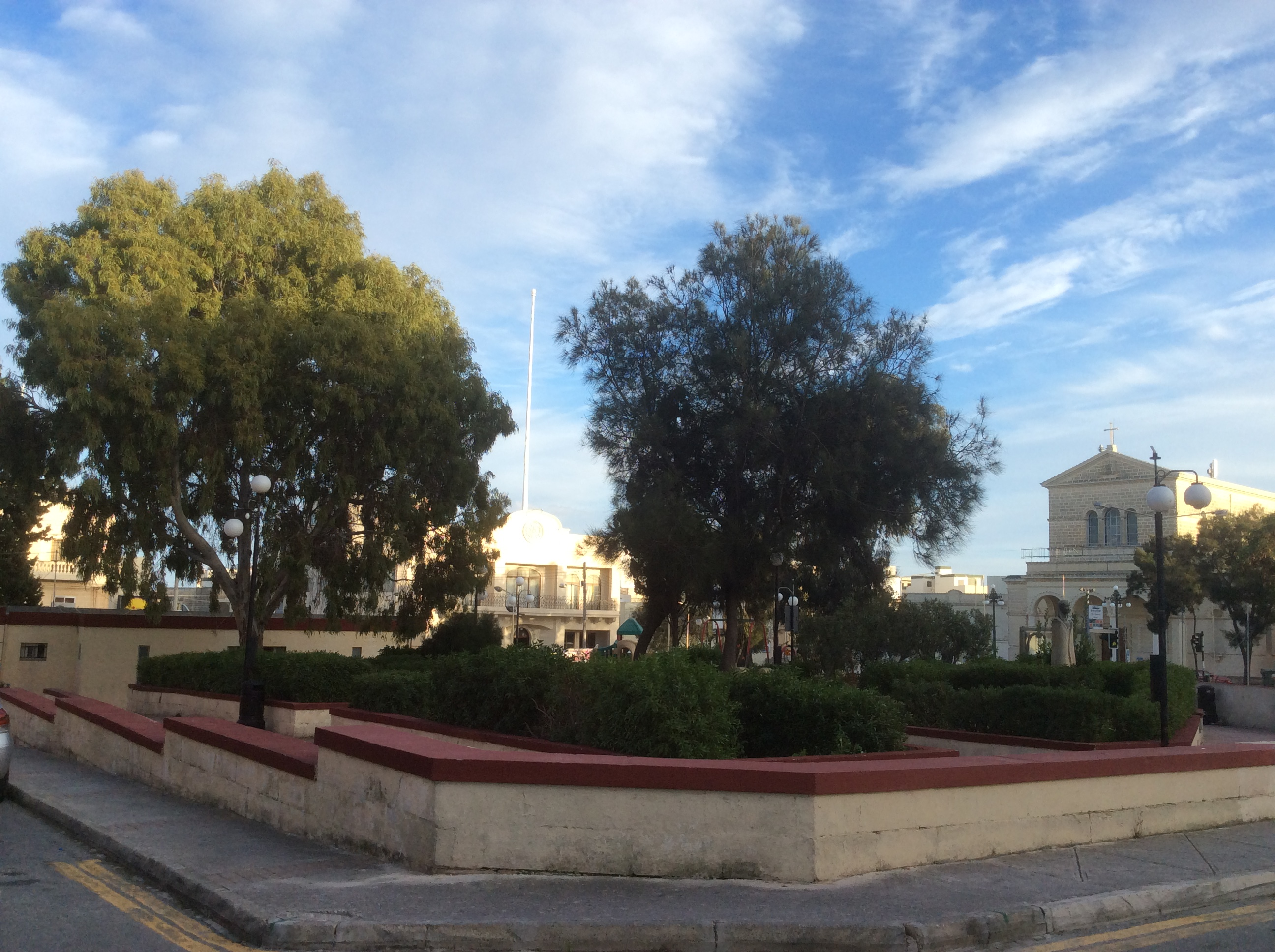
Widok na Karin Grech Garden

Przed utworzeniem ogrodu teren ten składał się z naturalnej fauny i flory, wykorzystywanych jako użytki rolne od czasów Rzymian do połowy XX wieku, kiedy to został przekształcony w ogród publiczny. Przed, w trakcie i  po II wojnie światowej kilka rodzin maltańskich i brytyjskich z Valletty, Three Cities i okolicznych przedmieść przeniosło się do San Ġwann, aby uniknąć bombardowania wymierzonego w obszar Grand Harbour.
Wraz z rosnącą liczbą mieszkańców w San Ġwann maltańscy politycy oraz społeczność nalegali na stworzenie publicznego ogrodu jako obszaru rekreacyjnego. Po utworzeniu był on przez wiele lat jedynym miejskim ogrodem publicznym w San Ġwann, z biegiem czasu powstały inne. W 1981 roku ogród otrzymał obecną nazwę upamiętniającą Karin Marię Grech.

## Nazwanie ogrodu

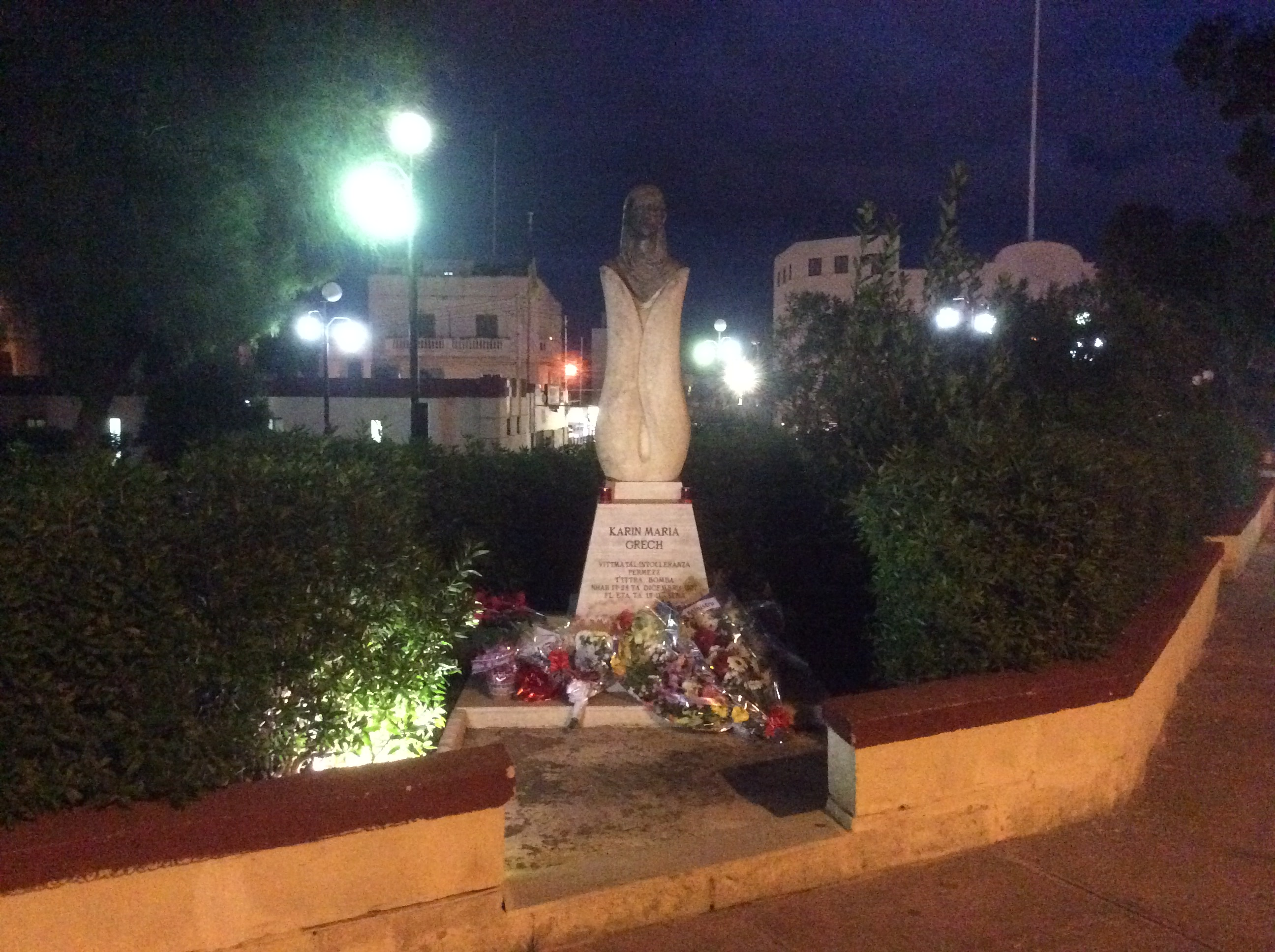
Kwiaty złożone pod pomnikiem Karin Grech

Ogród był początkowo przez jakiś czas nazywany po prostu „il-ġnien” (ogród). W 1981 roku został nazwany na cześć ofiary ataku bomby umieszczonej w przesyłce Karin Marii Grech. W centrum ogrodu znajduje się  pomnik Karin Grech. Była ona ofiarą bomby przysłanej do jej ojca Edwina Grecha, położnika i ginekologa, podczas strajku lekarzy w 1977 roku.
Corocznie w grudniu odbywa się uroczystość podczas której pod pomnikiem składane są kwiaty.

## Tablice i pomniki

### Tablica upamiętniająca otwarcie ogrodu

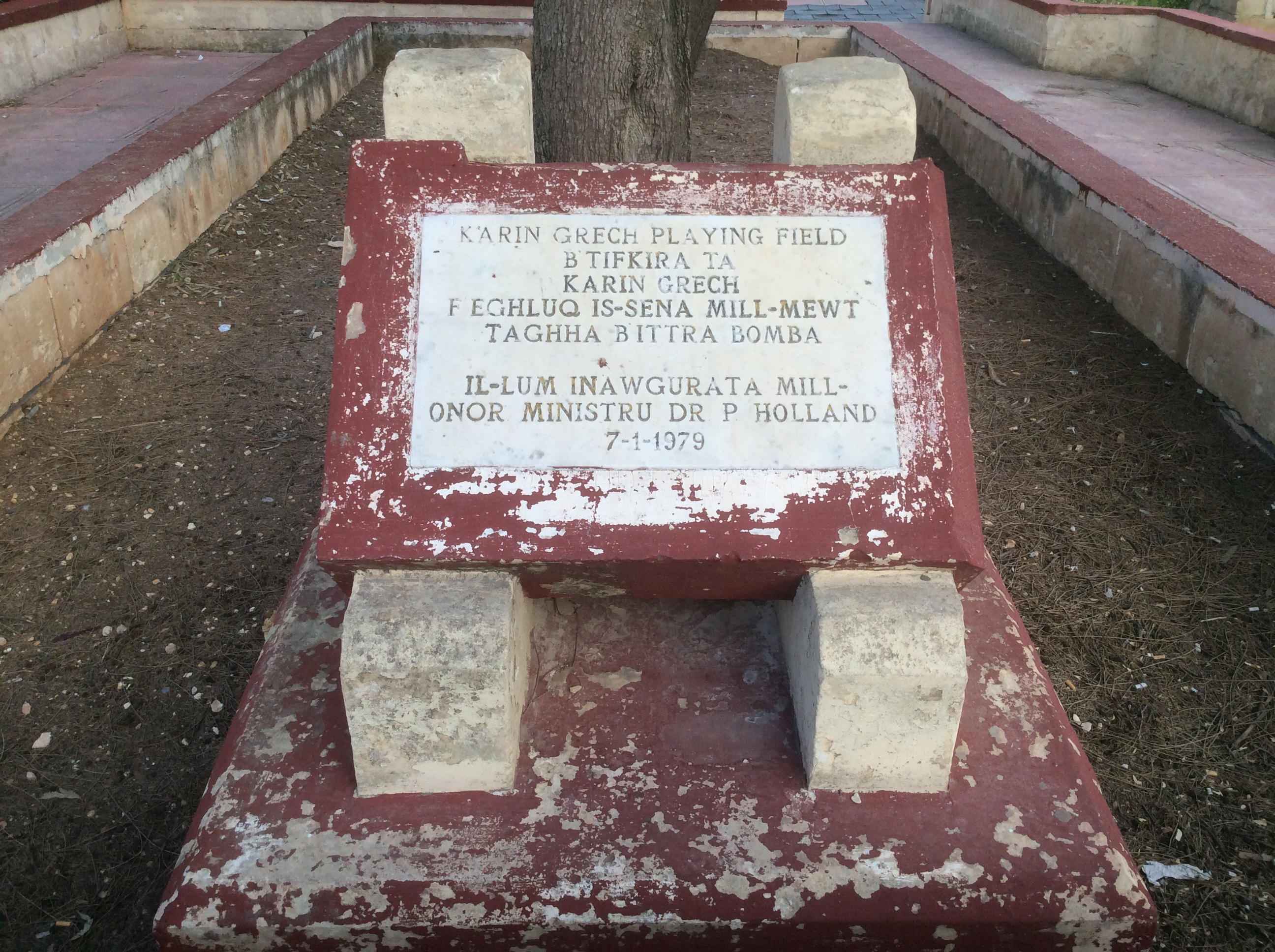
Tablica upamiętniająca oficjalne otwarcie ogrodu

Na tablicy upamiętniającej oficjalne otwarcie widnieje napis:

Karin Grech Playing Field

B' Tifkira Ta' Karin Grech

F' Eghluq Is-Sena Mill-Mewt

Taghha B' Ittra Bomba

Il-Lum Inawgurata Mill-

Onor Ministru P. Holland

7-1-1979

### Pomnik

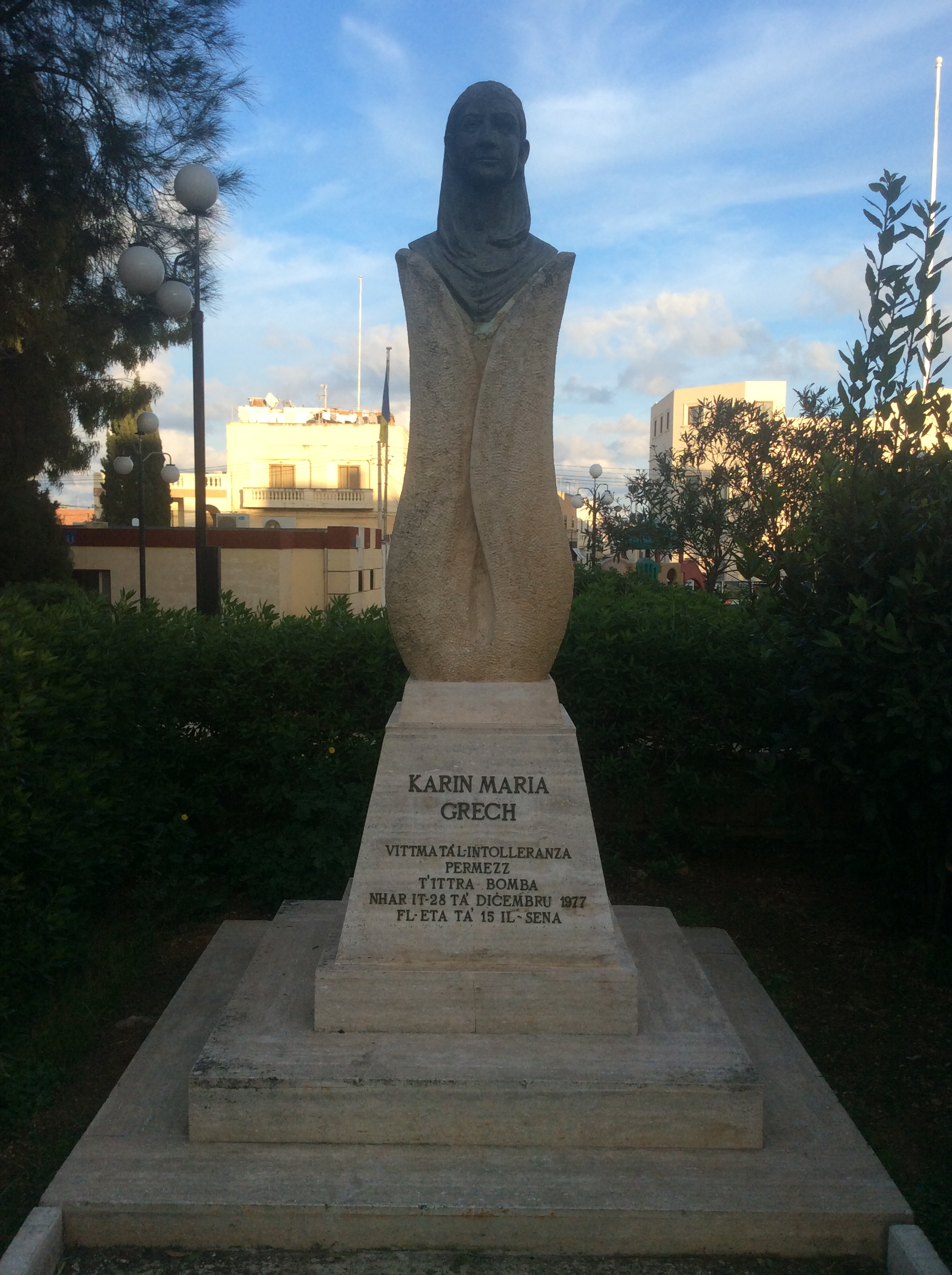
Pomnik Karin Grech

Napis na pomniku Karin Marii Grech:

Karin Maria

Grech

Vitma Ta' L-Intolleranza

Permezz

T'Ittra Bomba

Nhar It-28 Ta' Dicembru 1977

Fl-Eta' Ta' 15 Il-Sena

### Modernizacja placu zabaw

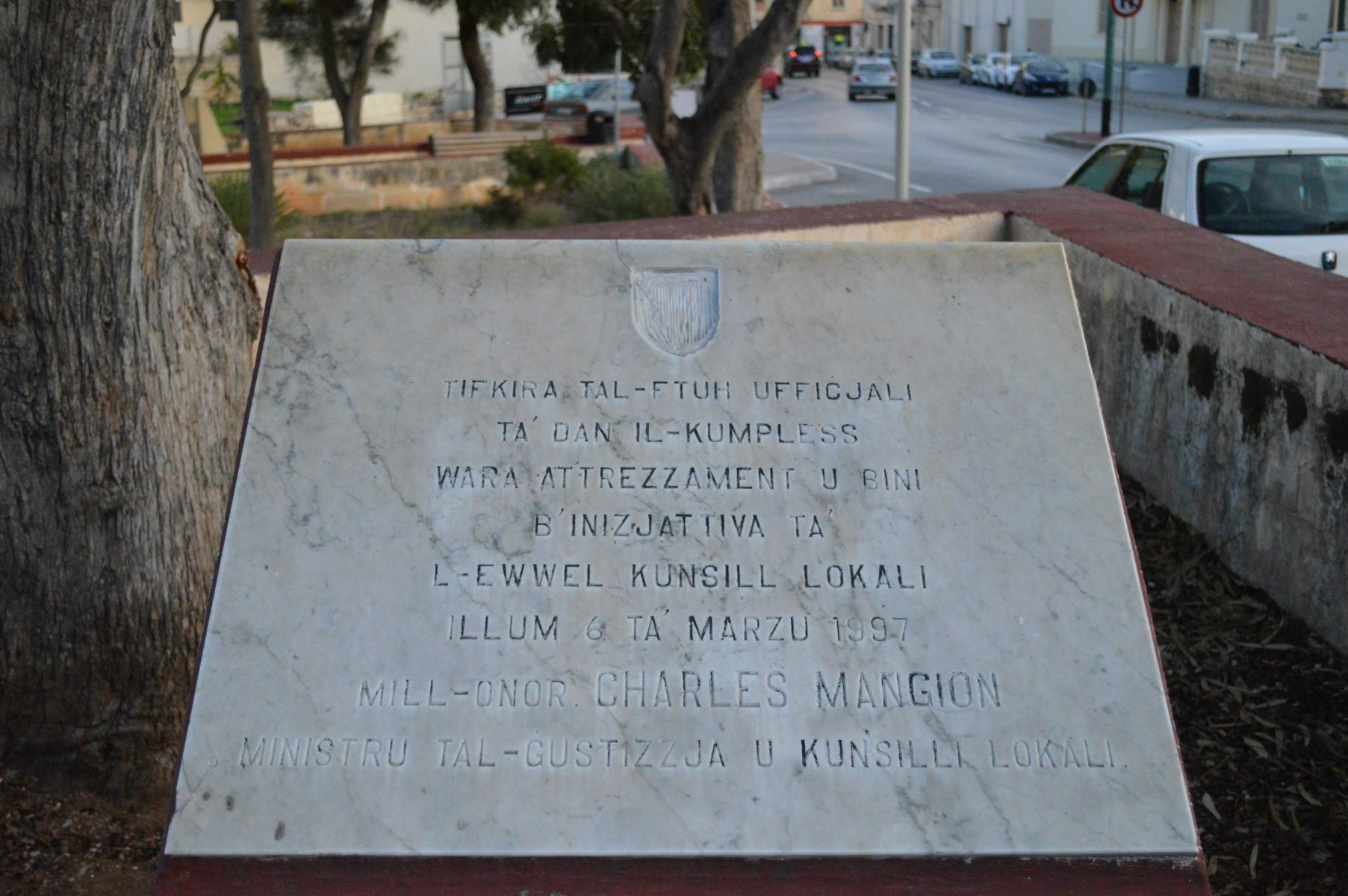
Tablica przedstawiająca ponowne otwarcie placu zabaw w ogrodzie Karin Grech

Plac zabaw został poddany renowacji w celu unowocześnienia obiektów do rekreacji. Na otwarcie odsłonięto tablicę z napisem:

Tifkira tal-Ftuh Ufficjali

Ta' Dan Il-Kumpless

Wara Attrezzament U Bini

B' Inizjattiva Ta'

L-Ewwel Kunsill Lokali

Illum 9 Ta' Marzu 1997

Mill-Onor Charles Mangion

Ministru Tal-Gustizzja U Kunsilli Lokali

### Pomnik Dnia Wolności

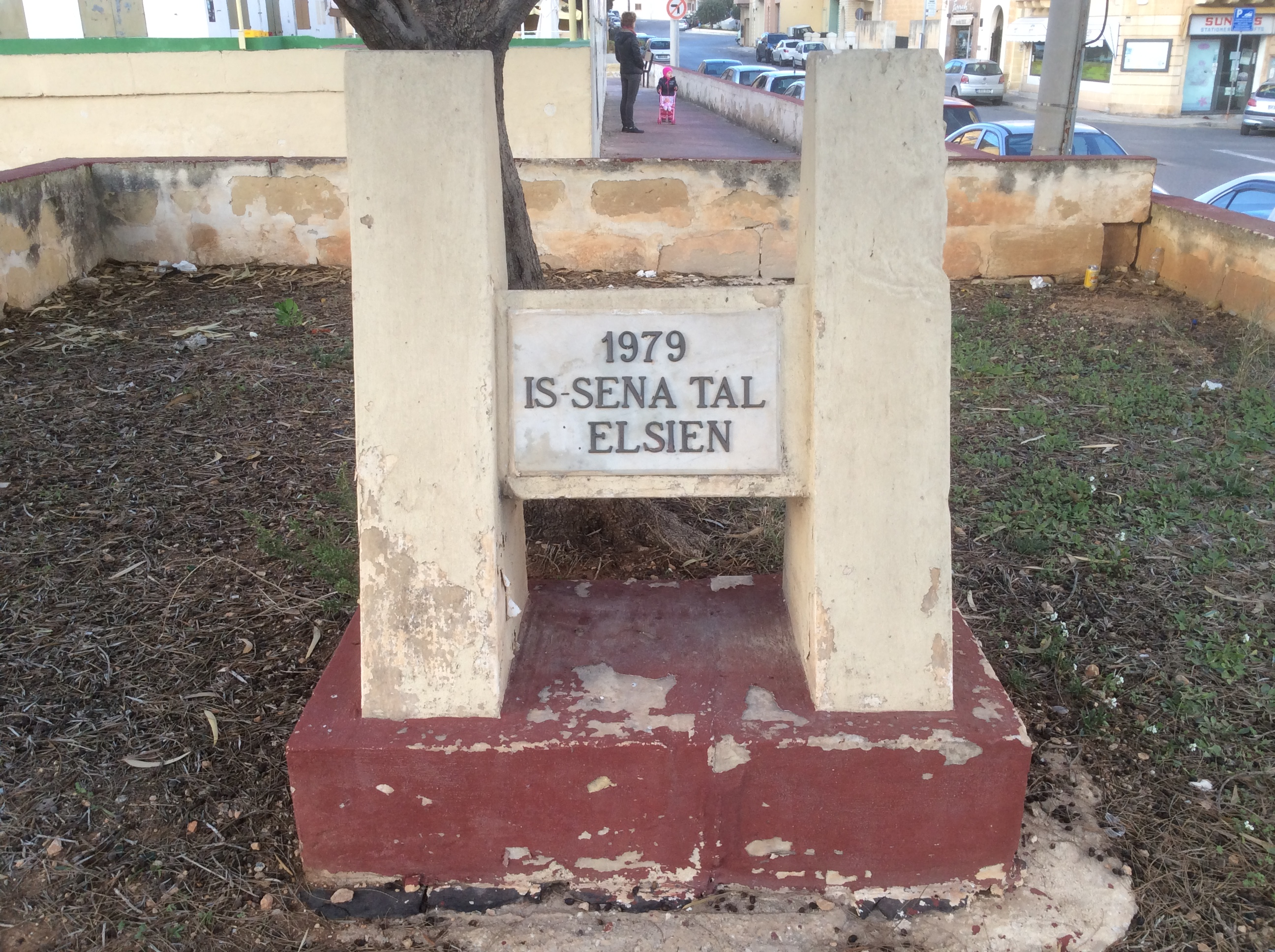
Pomnik Wolności

Kolejny pomnik w ogrodzie upamiętnia Dzień Wolności w 1979 roku. Na tablicy widnieje napis:

1979

Is-Sena Tal-

Helsien

## Architektura

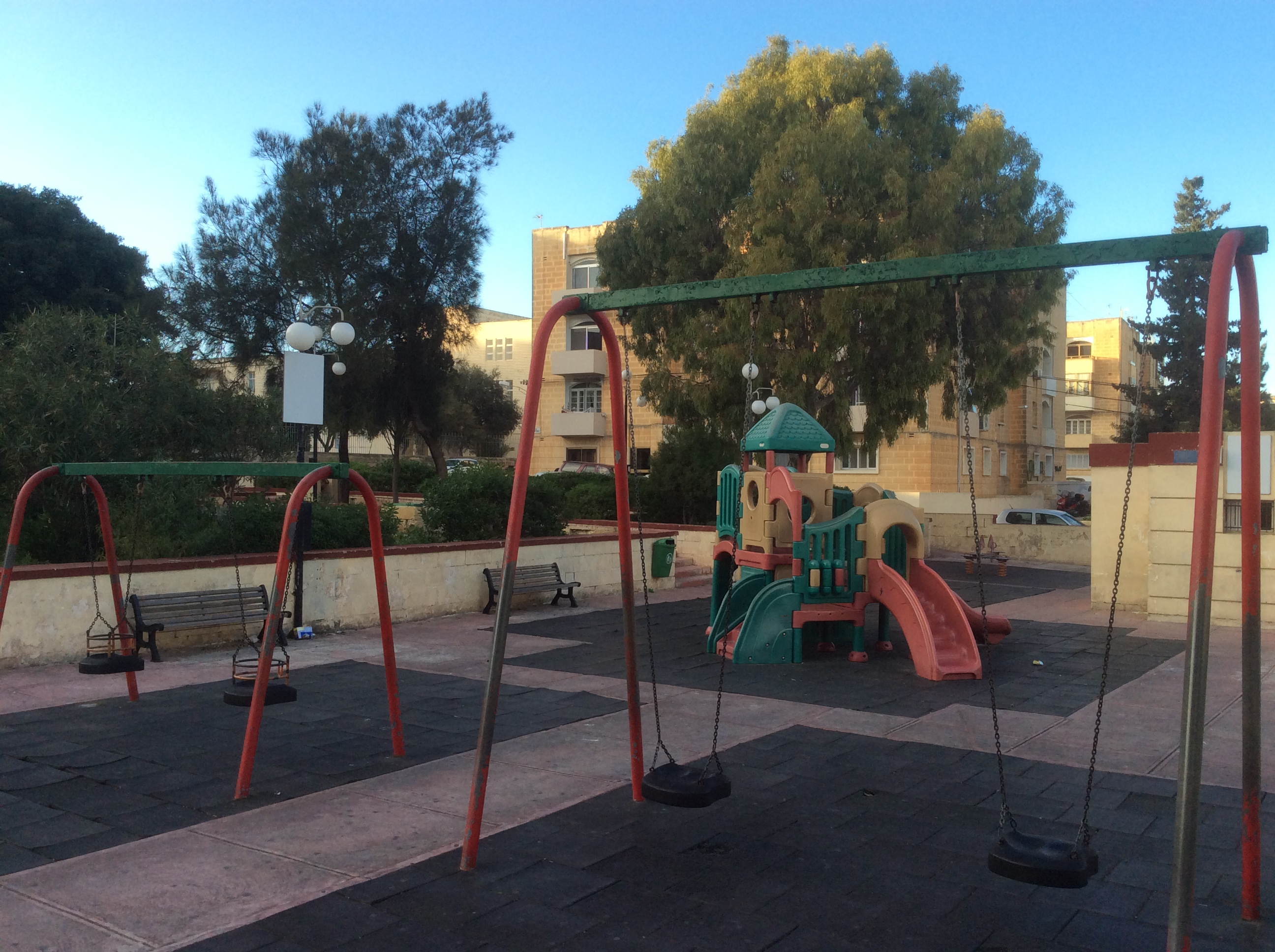
Plac zabaw w ogrodzie Karin Grech

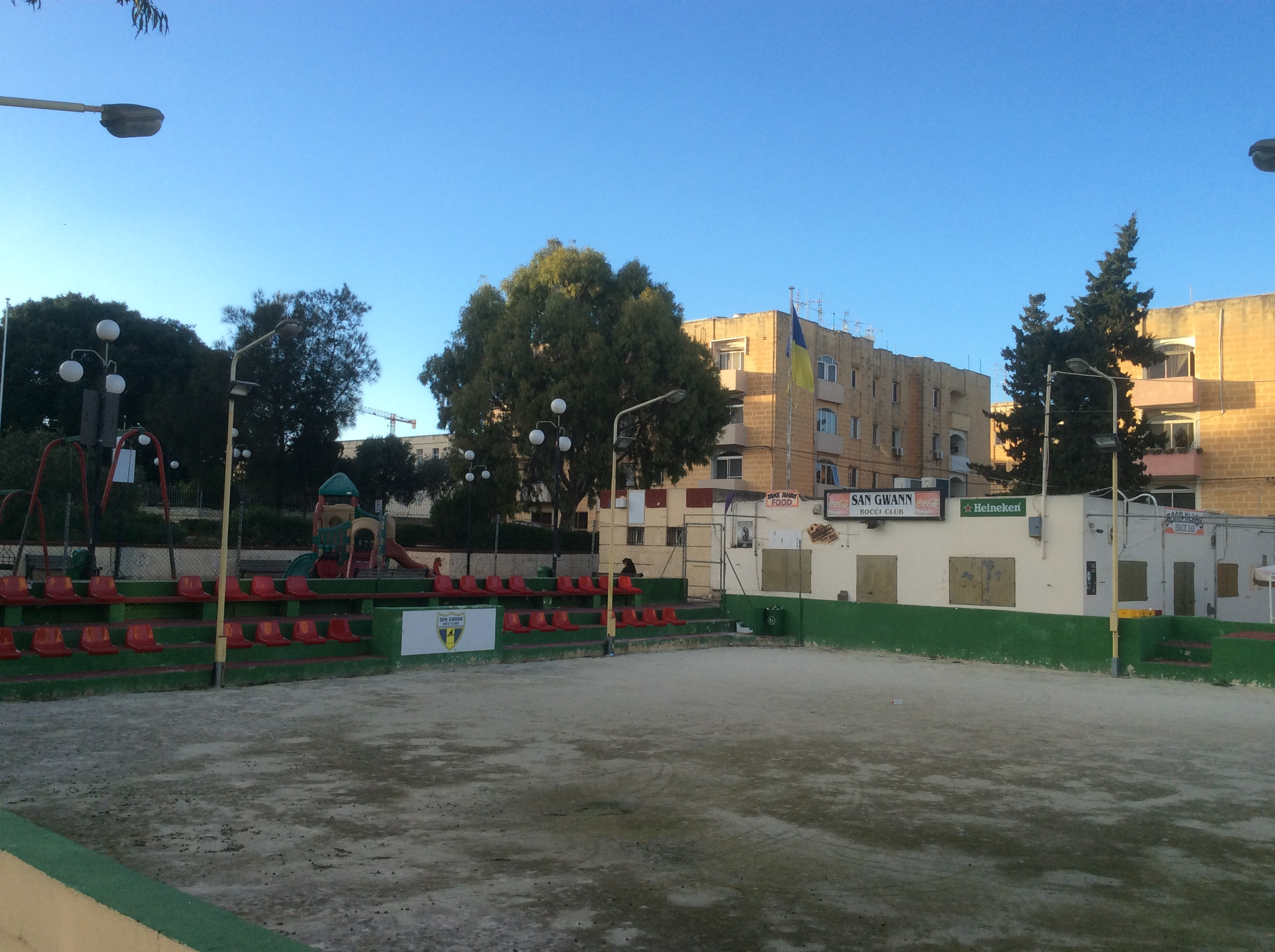
Klub San Ġwann Bocci

Obecny projekt ogrodu jest projektem skromnym. Plac zabaw został w ostatnich latach odnowiony przez Radę Lokalną San Ġwann, która zadbała o dostosowanie go do potrzeb dzieci.